# Макнерни, Джерри
Джеральд Марк Макнерни (англ. Gerald Mark McNerney; род. 18 июня 1951, Альбукерке, Нью-Мексико) — американский политик, представляющий Демократическую партию. Член Палаты представителей США от штата Калифорния (2007—2023).

## Биография
Родился в Альбукерке, штат Нью-Мексико. На протяжении двух лет обучался в Военной академии в Вест-Пойнте, но в 1971 году бросил учёбу в знак протеста против войны во Вьетнаме. Окончил Университет Нью-Мексико со степенями бакалавра (1973) и магистра (1975) по математике, в 1981 году защитил докторскую диссертацию, посвященную оператору Лапласа — Бельтрами.
Работал подрядчиком Национальной лаборатории Сандия по программам национальной безопасности. В 1985 году стал старшим инженером-конструктором в U.S. Windpower (Kenetech), с 1994 года работал энергетическим консультантом в коммунальных компаниях. До избрания в Конгресс был CEO производящей ветрогенераторы старт-ап компании HAWT Power (Horizontal Axis Wind Turbine Power).

### В Палате представителей США

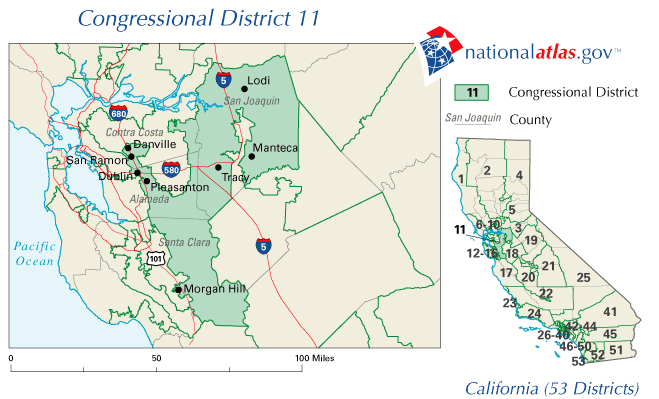
11-й округ Калифорнии (2003-2013)

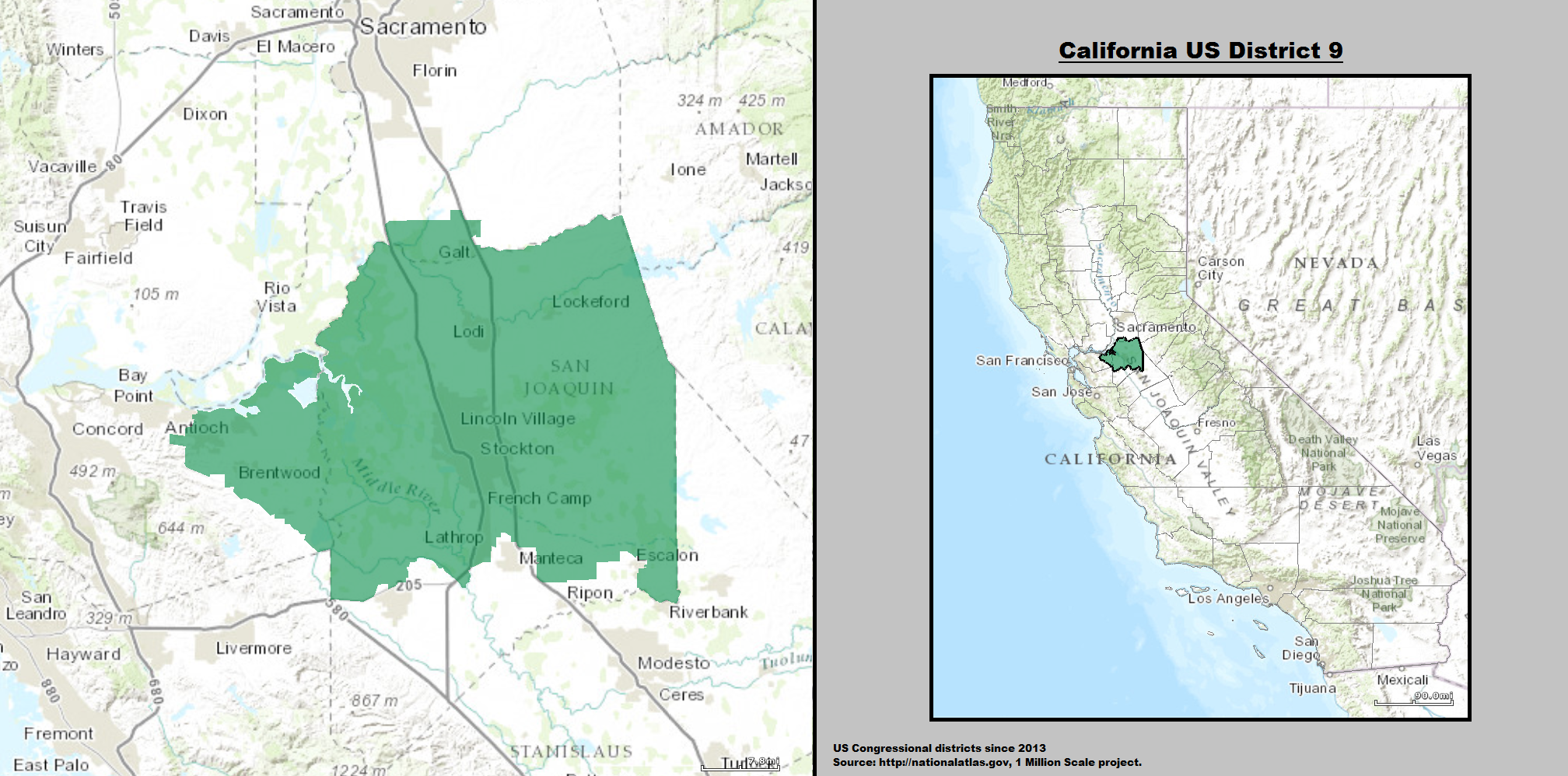
9-й округ Калифорнии (2013-2023)

Впервые участвовал в выборах в Палату представителей США против республиканца Ричарда Помбо в одиннадцатом округе Калифорнии в 2004 году. Макнерни зарегистрировался как вписанный кандидат за две недели до внутрипартийных выборов в марте и, не имея оппонентов, стал кандидатом от демократов. На основных выборах в ноябре он потерпел поражение, получив 39 % голосов избирателей против 61 % за Помбо.
Осенью 2005 года Макнерни начал новую избирательную кампанию против Помбо, а в июне 2006 года снова получил выдвижение от демократов. В конце июля он получил поддержку двоих республиканцев, которые выдвигались против Помбо. В этот раз Макнерни показал более существенный результат, одержав победу с результатом 53 % голосов. В 2008 и 2010 годах он успешно переизбирался.
На протяжении трёх первых сроков Макнерни представлял округ, включавший в себя восток округа Аламида, большую часть округа Сан-Хоакин (за исключением Стоктона) и небольшую часть округа Санта-Клара. После перераспределения округов по итогам переписи населения, его округ был переименован в девятый, из которого был исключён округ Аламида, в том числе Плезантон, где проживал Макнерни, но добавлена часть округа Сан-Хоакин. После вступления в силу новых границ, Макнерни объявил, что переедет в Стоктон. На выборах 2012 года он переизбрался, получив 56 % голосов.
В 2022 году отказался от переизбрания на новый срок. Новым представителем девятого округа стал конгрессмен-демократ Джош Хардер, прежде избиравшийся от соседнего десятого округа.